# Sicklinghall

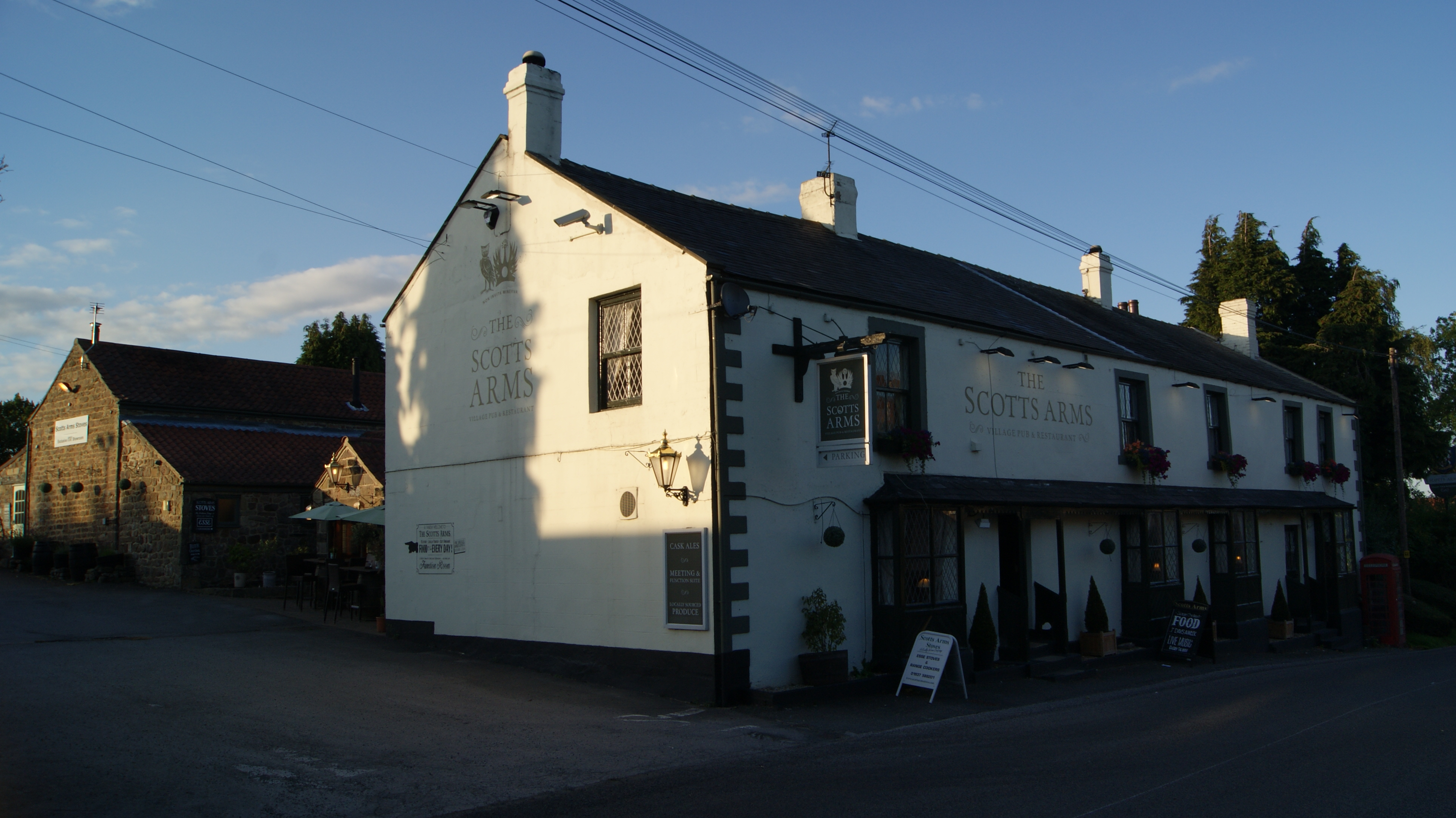
Scotts Arms

Sicklinghall is een civil parish in het bestuurlijke gebied Harrogate, in het Engelse graafschap North Yorkshire met 336 inwoners.